# Vivo X200系列
vivo X200系列是vivo在2024年10月14日于北京水立方发布的智能手机系列，首发包括X200、X200 Pro及X200 Pro mini三款机型。2025年4月21日，vivo进一步发布直屏旗舰X200s和影像旗舰X200 Ultra。

## 设计与规格

### 外观设计
vivo X200系列采用全等深微四曲设计，提供宝石蓝、钛色、白月光和辰夜黑四种配色。X200 Pro的机身重量约为202g（宝石蓝、钛色、白月光）或197g（辰夜黑），厚度7.99mm。X200 Pro mini作为小屏旗舰，重量更轻，电池容量仍达5700mAh。

### 硬件配置
X200系列全球首发搭载联发科技天玑9400处理器，采用3nm制程工艺，配备Immortalis-G925 GPU。X200 Ultra则搭载高通最新旗舰芯片骁龙8 Elite（SM8850），采用台积电N3P制程，CPU主频高达4.8GHz，GPU升级为Adreno 840（1.35GHz），并支持SME1与SVE2指令集扩展，AI性能提升显著。X200 Pro和X200 Ultra还搭载自研V3+影像芯片，提升计算摄影能力。
屏幕方面，X200采用6.67英寸AMOLED显示屏，分辨率2800×1260，支持120Hz刷新率和4500nit峰值亮度。X200 Pro则配备6.78英寸AMOLED屏幕，支持1-120Hz自适应刷新率。

### 相机系统
X200系列与蔡司合作开发相机系统：
- X200：5000万像素主摄（f/1.57）+5000万像素超广角（f/2.0）+5000万像素长焦（3x光学变焦，100x数字变焦）[2]
- X200 Pro：升级为200MP潜望式长焦（3.7x光学变焦），主摄采用1/1.28英寸大底传感器[5]
- X200 Ultra：配备蔡司三大定焦大师镜头（14mm超广角、35mm人文、85mm长焦），支持2.35倍增距镜扩展至200mm焦距[1]

X200 Pro的200MP长焦被宣传为"演唱会神器"，可在远距离拍摄清晰舞台画面。

### 电池与充电
X200系列采用蓝海电池技术：
- X200：5800mAh电池+90W快充
- X200 Pro：6000mAh电池+90W有线+30W无线充电
- X200 Ultra：6000mAh电池+90W快充
- X200s：6200mAh电池+90W有线+40W无线充电[1]

## 软件与功能
X200系列运行基于Android 15的OriginOS 5系统，支持多项AI功能如AI笔记辅助、实时通话翻译等。X200 Ultra还新增相机控制键，提供类似相机的操作体验。
通信方面，X200系列支持「公里级无网通信」技术，可在无网络环境下实现2km语音对讲和4km SOS文字广播。

## 评价
科技媒体Unwire.hk给予X200 Pro 93分的高评价，称赞其相机表现和超长续航，但指出单手握持体验一般。TechNave认为X200 Pro的变焦能力在演唱会等场景表现突出，是天玑9400处理器的成功展示。

## 外部連結
- X200官方網站
- X200 Pro官方網站